# Oğuz (distriktshuvudort)
Oğuz (ryska: Огуз) är en distriktshuvudort i Azerbajdzjan.   Den ligger i distriktet Oğuz Rayonu, i den centrala delen av landet, 220 km väster om huvudstaden Baku. Oğuz ligger 652 meter över havet och antalet invånare är 6 600.
Terrängen runt Oğuz är varierad. Oğuz är det största samhället i trakten. 
I omgivningarna runt Oğuz växer i huvudsak lövfällande lövskog. Runt Oğuz är det ganska glesbefolkat, med 34 invånare per kvadratkilometer.